# UFC 230
UFC 230: Cormier vs. Lewis var en MMA-gala som arrangerades av Ultimate Fighting Championship och ägde rum 3 november 2018 i New York i USA. 

## Resultat
1. ↑  Titelmatch i tungvikt.
2. ↑  Catchweight 127,2 lbs.[3]